# Восток (антарктическа станция)
Вижте пояснителната страница за други значения на Восток.
Станция Восток (в превод от руски: „Станция Изток“) е руска (първоначално съветска) изследователска станция в Антарктида. Намира се в границите на Австралийската антарктическа територия.
Във „Восток“ е измерена най-ниската температура на Земята, достигаща –89,2 °C.

## Описание
Станцията с намира на около 1300 km от Южния полюс, центъра на източната част на Антарктическия леден щит. Намира се близо и до Южния геомагнитен полюс и е едно от опитмалните места за наблюдаване на промени в земната магнитосфера.
Надморската височина на „Восток“ е 3488 m над морското равнище. Това е една от най-изолираните научни станции на Антарктида. Получава доставки от станцията Мирни, разположена на антарктическия бряг. Обикновено през лятото в станцията има 25 учени и инженери. През зимата те са 13. Американската станция Амундсен-Скот е разположена п̀о на юг, при Южния полюс. Китайската Кунлун също е п̀о на юг, но тя не се обитава целогодишно.
Някои от предизвикателствата на живота в станцията са описани в книгите на Владимир Санин Новак в Антарктида: Полярни случки (1973), 72 градуса под нулата (1975) и други.

## История
Станцията е основана на 16 декември 1957 година (по време на Международната година на геофизиката) от втората Съветска антарктическа експедиция и работи целогодишно в продължение на повече от 37 години.
На 21 юли 1983 година в станция Восток е измерена най-ниската регистрирана някога на Земята температура от −89,2 °C.
Временно е затворена през от февруари до ноември 1994 година.
През 1996 година, руски и британски учени от станцията откриват езерото Восток, най-голямото известно субглациално („подледниково“) езеро в света. Езерото лежи на около 4000 метра под повърхността на ледената покривка и покрива площ от 14 000 km².
Станцията се използва съвместно от руски, американски и френски учени.

## Климат
„Восток“ е едно от най-студени места на Земята. Средната температура през зимата (от април до октомври) е около -65 °C, докато средната температура през лятото (от ноември до март) е около -42 °C. Климатът е полярен, с минусови температури целогодишно. Годишните валежи са само 22 mm, което прави станцията едно от най-сухите места на Земята. Средно, „Восток“ получава около 26 дни със снеговалежи годишно.
| Климатични данни за станция Восток    | Климатични данни за станция Восток | Климатични данни за станция Восток | Климатични данни за станция Восток | Климатични данни за станция Восток | Климатични данни за станция Восток | Климатични данни за станция Восток | Климатични данни за станция Восток | Климатични данни за станция Восток | Климатични данни за станция Восток | Климатични данни за станция Восток | Климатични данни за станция Восток | Климатични данни за станция Восток | Климатични данни за станция Восток |
| Месеци                                | яну.                               | фев.                               | март                               | апр.                               | май                                | юни                                | юли                                | авг.                               | сеп.                               | окт.                               | ное.                               | дек.                               | Годишно                            |
| Абсолютни максимални температури (°C) | −14                                | −21                                | −30                                | −33                                | −38                                | −33                                | −34,1                              | −34,9                              | −34,3                              | −33,6                              | −24,3                              | −14,1                              | −14                                |
| Средни максимални температури (°C)    | −27                                | −38,7                              | −52,9                              | −61,1                              | −62                                | −60,6                              | −62,4                              | −63,9                              | −61,6                              | −51,5                              | −37,2                              | −27,1                              | −50,5                              |
| Средни температури (°C)               | −32                                | −44,3                              | −57,9                              | −64,8                              | −65,8                              | −65,3                              | −66,7                              | −67,9                              | −66                                | −57,1                              | −42,6                              | −31,8                              | −55,2                              |
| Средни минимални температури (°C)     | −37,5                              | −50                                | −61,8                              | −67,8                              | −69,1                              | −68,9                              | −70,4                              | −71,5                              | −70,2                              | −63,1                              | −49,8                              | −38                                | −59,8                              |
| Абсолютни минимални температури (°C)  | −56,4                              | −64                                | −75                                | −86                                | −81,2                              | −83,8                              | −89,2                              | −88,3                              | −85,9                              | −76,1                              | −63,9                              | −50,1                              | −89,2                              |
| Средни месечни валежи (mm)            | 1,0                                | 0,7                                | 2,0                                | 2,4                                | 2,8                                | 2,5                                | 2,2                                | 2,3                                | 2,4                                | 1,9                                | 1,1                                | 0,7                                | 22                                 |
| Средно количество слънчеви часове     | 696.4                              | 566.8                              | 347.3                              | 76.3                               | 0.0                                | 0.0                                | 0.0                                | 0.0                                | 203.4                              | 480.2                              | 682.3                              | 708.8                              | 3761.5                             |
| ------------------------------------- | ---------------------------------- | ---------------------------------- | ---------------------------------- | ---------------------------------- | ---------------------------------- | ---------------------------------- | ---------------------------------- | ---------------------------------- | ---------------------------------- | ---------------------------------- | ---------------------------------- | ---------------------------------- | ---------------------------------- |
|                                       |                                    |                                    |                                    |                                    |                                    |                                    |                                    |                                    |                                    |                                    |                                    |                                    |                                    |